# Woodstocki fesztivál
A Woodstocki Zenei és Művészeti Vásár, másképpen Woodstocki Fesztivál, vagy ahogy hirdették: Egy „Vízöntő korszakbeli Előadás: 3 nap béke és zene” nemzetközi, ingyenes fesztivál volt.
A legendás fesztivált White Lake-ben (Bethel, Sullivan megye, New York, Amerikai Egyesült Államok) tartották egy bizonyos Max Yasgur 600 holdas (~2,4 négyzetkilométer ~240 hektár) farmján 1969. augusztus 15-18. között. Azért Bethelben volt a fesztivál, mert Wallkill városa visszavonta a rendezés jogát. Az esős hétvégén, a szabad ég alatt harminckét előadó és zenekar lépett fel mintegy 500 000 néző előtt. A hatalmas tömeg kétségbe ejtette a hatóságokat, az eredetileg kivezényelt 800 rendőr mellé is erősítést küldtek, de nem volt rá szükség, mert semmilyen botrány vagy rendzavarás nem történt, ami annak is köszönhető, hogy a kábítószer-árusítást is engedélyezték.

## A fellépők

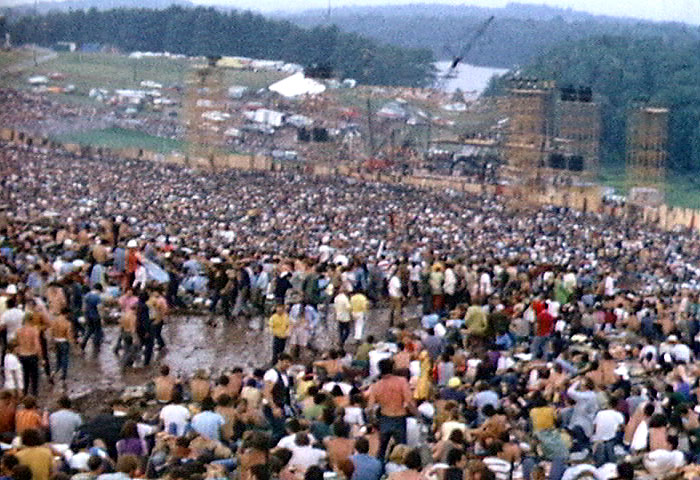
A nézők és a színpad

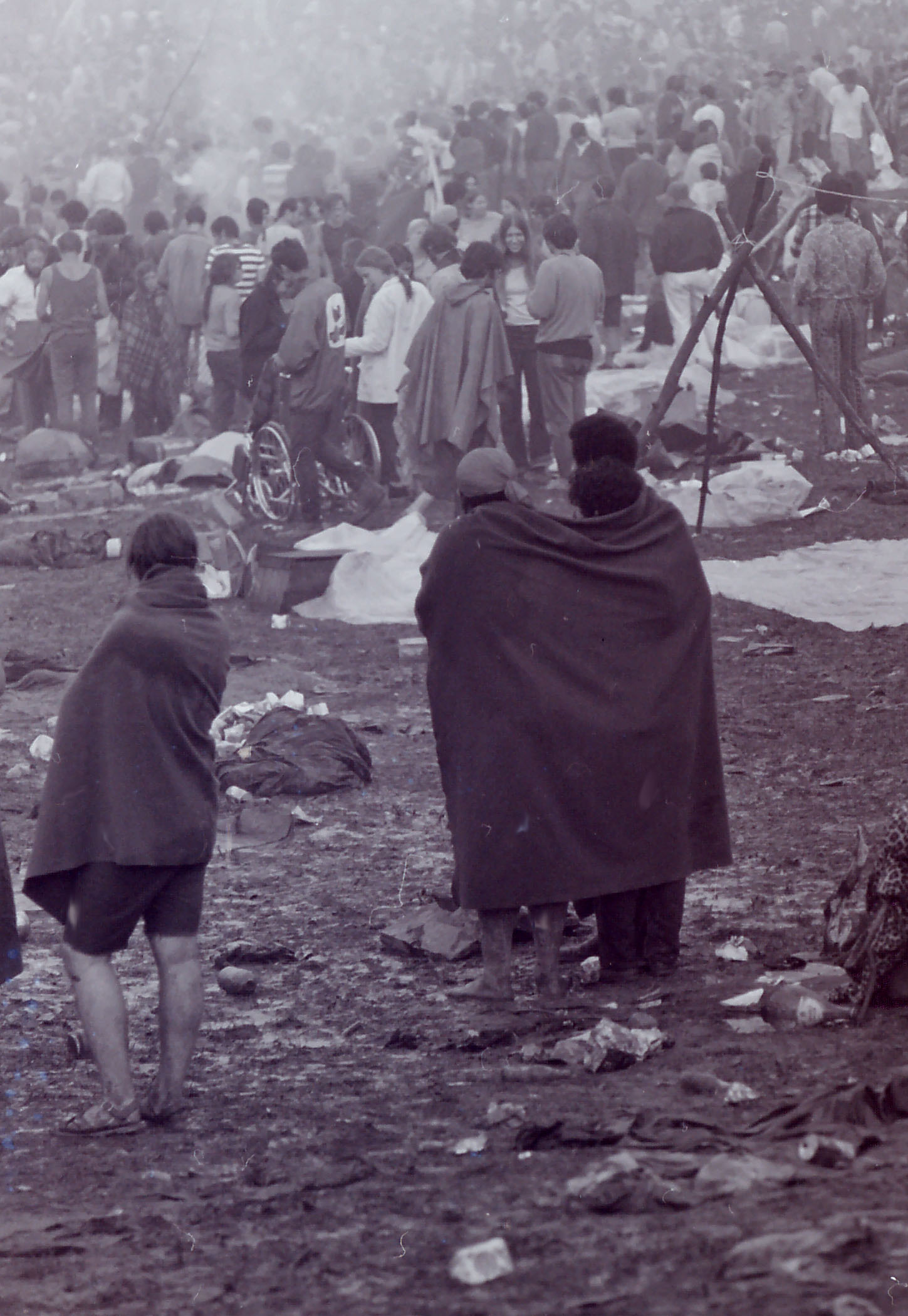
Egy esős nap (1969. augusztus 15-e)

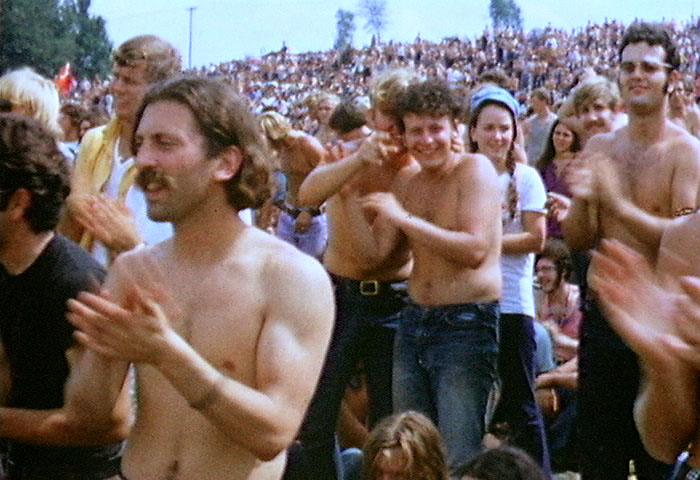

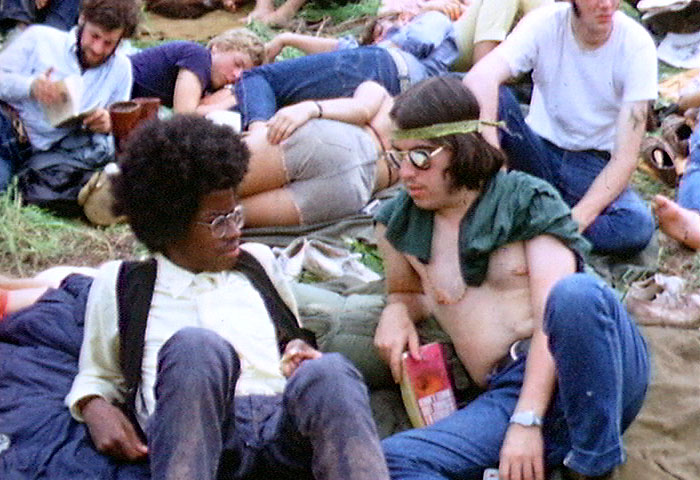

### Péntek, augusztus 15.
A koncert délután 5 óra után kezdődött, és folkzenészek léptek fel.
- Richie Havens

1. High Flyin' Bird
2. I Can't Make It Anymore
3. With a Little Help
4. Strawberry Fields Forever
5. Hey Jude
6. I Had a Woman
7. Handsome Johnny
8. Freedom

- Country Joe McDonald zenekara nélkül is fellépett.

1. I Find Myself Missing You
2. Rockin' All Around the World
3. Flyin' High All Over the world
4. Seen a Rocket
5. Fish Cheer / I-Feel-Like-I'm-Fixing-To-Die Rag

- John Sebastian épp a színpad közelében volt, ezért elvállalta, hogy fellép.

1. How Have You Been
2. Rainbows All Over Your Blues
3. I Had a Dream
4. Darlin' Be Home Soon
5. Younger Generation

- Incredible String Band

1. Catty Come
2. This Moment is Different
3. When You Find Out Who You Are

- Sweetwater

1. Motherless Child
2. Look Out
3. For Pete's Sake
4. Day Song
5. What's Wrong
6. Crystal Spider
7. Two Worlds
8. Why Oh Why

- Bert Sommer

1. Jennifer
2. The Road to Travel
3. I Wondered Where You Be
4. She's Gone
5. Things Are Going My Way
6. And When It's Over
7. Jeanette
8. America
9. A Note That Read
10. Smile

- Tim Hardin

1. If I Were a Carpenter
2. Misty Roses

- Ravi Shankarnak az eső miatt be kellett fejeznie műsorát.

1. Raga Puriya-Dhanashri / Gat in Sawarital
2. Tabla Solo in Jhaptal
3. Raga Manj Kmahaj
4. Iap Jor
5. Dhun in Kaharwa Tal

- Melanie

1. Beautiful People
2. Birthday of the Sun

- Arlo Guthrie

1. Coming into Los Angeles
2. Walking Down the Line
3. Amazing Grace

- Joan Baez

1. Joe Hill
2. Sweet Sir Galahad
3. Drug Store Truck Driving Man
4. Swing Low Sweet Chariot
5. We Shall Overcome

### Szombat, augusztus 16.
A koncert 12:15-kor kezdődött.
- Quill

1. That's How I Eat
2. They Live the Life
3. Waitin' for You
4. Driftin'

- Keef Hartley Band
- Santana

1. Persuasion
2. Soul Sacrifice

- Canned Heat

1. A Change is Gonna Come / Leave This Town
2. Woodstock Boogie
3. Going up the Country
4. Let's Work Together
5. Too Many Drivers at the Wheel

- Mountain

1. Blood of the Sun
2. Stormy Monday
3. Long Road
4. For Yasgur's Farm (akkor még nem volt címe)
5. You and Me
6. Theme for an Imaginary Western
7. Waiting to Take You Away
8. Dreams of Milk and Honey
9. Blind Man
10. Blue Suede Shoes
11. Southbound Train

- Janis Joplin

1. Raise Your Hand
2. As Good as You've Been to This World
3. To Love Somebody
4. Summertime
5. Try (Just a Little Bit Harder)
6. Kosmic Blues
7. Can't Turn You Loose
8. Work Me Lord
9. Piece of My Heart
10. Ball and Chain

- Sly and the Family Stone

1. Love City
2. Dance to the Music
3. Music Love
4. I Want to Take You Higher

- Grateful Dead

1. St. Stephen
2. Mama Tried
3. Dark Star / High Time
4. Turn on Your Love Right

- Creedence Clearwater Revival

1. Born on the Bayou
2. Green River
3. Ninety-Nine and a Half (Won't Do)
4. Commotion
5. Bootleg
6. Bad Moon Rising
7. Proud Mary
8. I Put a Spell on You
9. Night Time is the Right Time
10. Keep on Choogin'
11. Suzy Q

- The Who

1. Heaven and Hell
2. I Can't Explain
3. It's a Boy
4. 1921
5. Amazing Journey
6. Sparks
7. Eyesight to the Blind
8. Christmas
9. Tommy Can You Hear Me?
10. Acid Queen
11. Pinball Wizard
12. Abbie Hoffman Incident (lásd alább)
13. Fiddle About
14. There's a Doctor
15. Go to the Mirror
16. Smash the Mirror
17. I'm Free
18. Tommy's Holiday Camp
19. We're Not Gonna Take It
20. See Me, Feel Me
21. Summertime Blues
22. Shakin' All Over
23. My Generation
24. Naked Eye

- Jefferson Airplane

1. The Other Side of This Life
2. Plastic Fantastic Lover
3. Volunteers
4. Saturday Afternnon / Won't You Try
5. Eskimo Blue Day
6. Uncle Sam's Blues
7. Somebody to Love
8. White Rabbit

### Vasárnap, augusztus 17. és hétfő, augusztus 18.
A koncert 14:00-kor kezdődött.
- Joe Cocker

1. Delta Lady
2. Some Things Goin' On
3. Let's Go Get Stoned
4. I Shall Be Released
5. With a Little Help from My Friends

- Vihar
- Country Joe and the Fish

1. Barry's Caviar Dream
2. Not So Sweet Martha Lorraine
3. Rock and Soul Music
4. Thing Called Love
5. Love Machine
6. Fish Cheer / I-Feel-Like-I'm-Fixin'-To-Die Rag

- Ten Years After

1. Good Morning Little Schoolgirl
2. I Can't Keep from Crying Sometimes
3. I May Be Wrong, But I Won't Be Wrong Always
4. I'm Going Home

- The Band

1. Chest Fever
2. Baby Don't Do It
3. Tears of Rage
4. We Can Talk
5. Long Black Veil
6. Don't You Tell Henry
7. Ain't No More Cane
8. Wheels on Fire
9. Loving You is Sweeter Than Ever
10. The Weight

- Blood, Sweat & Tears

1. More and More
2. I Love You Baby More Than You Ever Know
3. Spinning Wheel
4. I Stand Accused
5. Something Coming On

- Johnny Winter (és két dalban testvére, Edgar Winter)

1. To Tell the Truth
2. Johnny B. Goode
3. Sic Feet in the Ground
4. Leland Mississippi Blues / Rock Me Baby
5. Mama, Talk to Your Daughter
6. Mean Mistreater
7. I Can't Stand It (with Edgar Winter)
8. Tobacco Road (with Edgar Winter)
9. Mean Town Blues

- Crosby, Stills, Nash & Young

Akusztikus szett
1. Suite: Judy Blue Eyes
2. Blackbird
3. Helplessly Hoping
4. Guinnevere
5. Marrakesh Express
6. 4 + 20
7. Mr. Soul
8. Wonderin'
9. You Don't Have to Cry

Elektromos szett
1. Pre-Road Dreams
2. Long Time Gone
3. Bluebird
4. Sea of Madness
5. Wooden Ships
6. Find the Cost of Freedom
7. 49 Bye-Byes

- Paul Butterfield Blues Band

1. Everything's Gonna Be Alright
2. Driftin'
3. Born Under a Bad Sign
4. All My Love Comin' Through to You
5. Love March

- Sha-Na-Na

1. Na Na Theme
2. Jakety Jak
3. Teen Angel
4. Jailhouse Rock
5. Wipe Out
6. Who Wrote the Book of Love
7. Duke of Earl
8. At the Hop
9. Na Na Theme

- Jimi Hendrix (Gypsy Sun and Rainbows)

1. Message to Love
2. Hear My Train a Comin' (Get My Heart Back Together)
3. Spanish Castle Magic
4. Red House
5. Master Mind
6. Here Comes Your Lover Man
7. Foxy Lady
8. Beginnings
9. Izabella
10. Gypsy Woman
11. Fire
12. Voodoo Chile (Slight Return) / Stepping Stone
13. Star Spangled Banner
14. Purple Haze
15. Woodstock Improvisation / Villanova Junction
16. Hey Joe

## Lemondott meghívások
A szervezők felkeresték John Lennont is, hátha fellépne a Beatles egy koncert erejéig. Lennon fel akart lépni az együttessel (ám a Woodstock-i fesztivál megrendezésének hónapjában egy, a Beatlesen kívüli tevékenységbe is belefogott), de felvetette, hogy játszana Plastic Ono Band nevű együttesével. A szervezők erre is nyitottak voltak, azonban Lennonék nem tudtak eljutni az Államokba (többek között Eric Clapton is Lennonnal  tartott volna). 

Nem vett részt a fesztiválon a The Rolling Stones, a Cream és Bob Dylan sem.

## Mítoszok és a valóság, Woodstock öröksége
A fesztivál igaz történetét a szervezők 1974-ben megjelent könyve írja le (magyarul 1988-ban jelent meg):
Joel Rosenman – John Roberts – Robert Pilpel: Fiatalemberek korlátlan tőkével – A legendás woodstocki fesztivál igaz története, amelyet az a két fiatalember mond el, akik a számlákat fizették, Népszava, Budapest, 1988, ISBN 963 322 787 9 (Egy kötetben Déry Tibor: Képzelt riport egy amerikai popfesztiválról című kisregényével)

## Az Abbie Hoffman-eset
A Who koncertjét Abbie Hoffman azzal zavarta meg, hogy felugrott a színpadra, és politikai beszédet akart tartani, a zenekar gitárosa, Pete Townshend azonban szó szerint leütötte őt a színpadról.

## A film
Michael Wadleigh egy nem hétköznapi dokumentumfilmben mutatja be a Woodstock napjait. Oscar-díjas alkotás, és egy jó koncertfilm.

## Az albumok
Kettő, amolyan „filmzene” szerű album jelent meg a fesztivált követően. Az első a “Woodstock: Music from the Original Soundtrack and More” címet viselte, és 1970 májusában adták ki, 3 LP-lemezen. Tartalmát tekintve majd minden fellépőtől találunk rajta egy-két számot. Ugyanezt az albumot 1994-ben újra kiadták, 2 CD-s változatban. Egy évvel az első album megjelenése után került kiadásra (1971 júliusa), a második lemez, mely minden fantáziát nélkülözve a „Woodstock 2” nevet kapta. Mindkét albumon hallhatóak két zene között a színpadon elhangzott közlemények (pl.: „Hé, ha elég erősen gondolunk rá, talán el tudjuk állítani az esőt.”) valamint a tömeg hangjai (mint az „eső ének”).
1994-ben jelent meg a harmadik album „Woodstock Diary” néven. Szintén ebben az évben adták ki a 4 CD-lemezes „Woodstock – Three Days of Peace and Music” című albumot, mely a korábbi lemezeken megjelenő dalok mellett, több új, eddig még nem hallott számot is tartalmazott, de már a az előbb említett színpadi közlemények és tömeghangok nélkül. Még szintén 1994-ben jelent meg Jimi Hendrix „Woodstock” című albuma, amely a híres előadó Woodstockban elhangzott zenéinek válogatott gyűjteménye. 1999-ben kiadtak egy 2 CD-ből álló csomagot, mely Jimi Hendrix közel összes Woodstockban előadott dalát tartalmazza, kettőt kivéve, amiket Hendrix ritmusgitárosa énekelt.
2009-ben Joe Cocker adott ki egy albumot, mely az egész woodstocki fellépését tartalmazta. Tizenegy dalt tartalmaz, melyből 10 eddig még sehol sem jelent meg. Szintén ebben az évben a Sony BMG/Legacy jóvoltából megjelent több, teljes fellépést tartalmazó album, melyeken Santana, Janis Joplin, Sly & the Family Stone, Jefferson Airplane és Johnny Winter zenéi hallhatóak. Ezt is kiadták egy több CD-ből álló csomagban, ami a „The Woodstock Experience” nevet kapta. A Rhino Records gondozásában jelent meg a „Woodstock: 40 Years On: Back to Yasgur's Farm” címet viselő és 6 CD-ből álló set, mely további zenei előadásokat tartalmaz, színpadi közleményekkel, valamint egyéb kiegészítő anyagokkal.

## Képgaléria

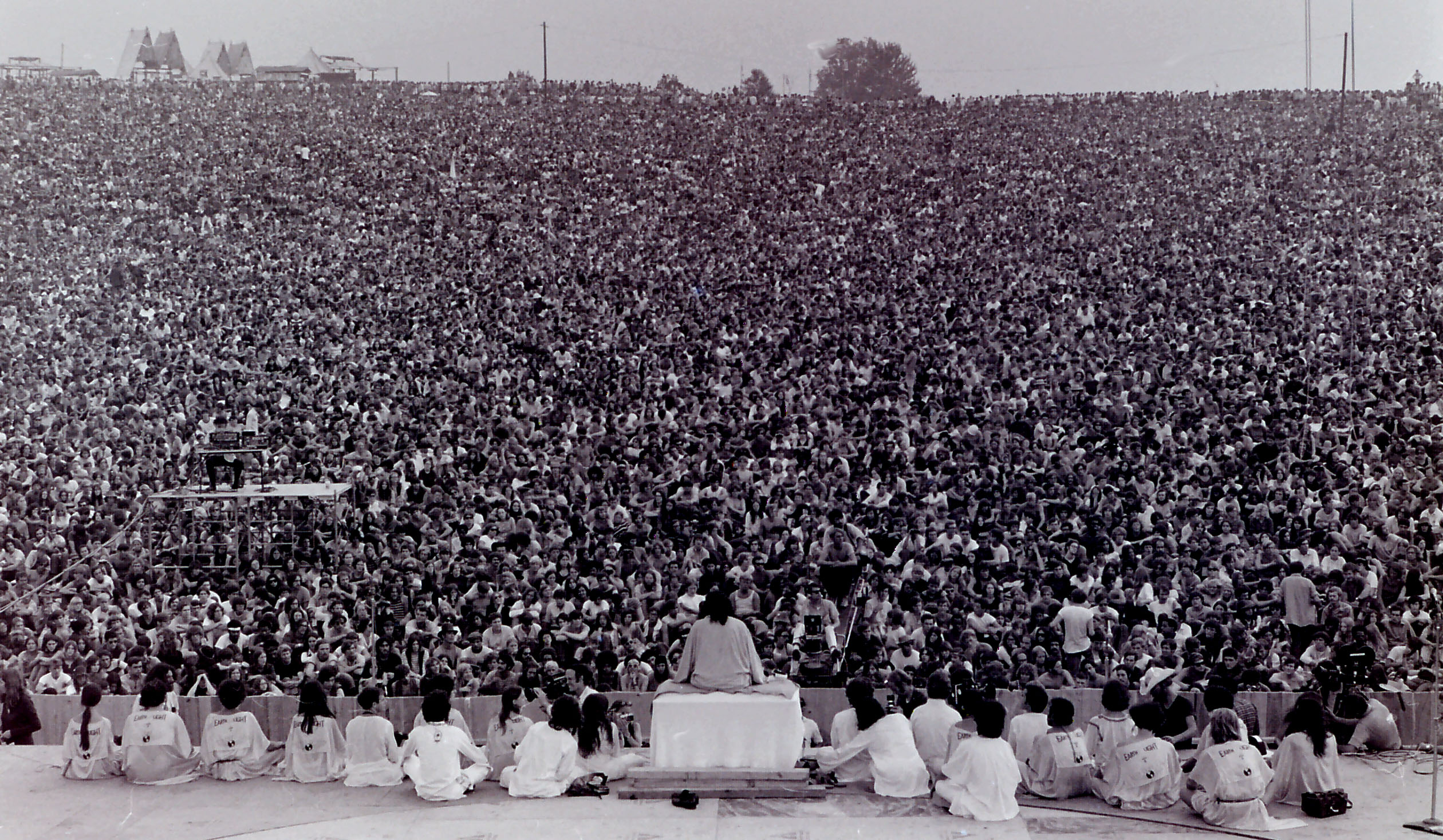
Woodstock nyitó
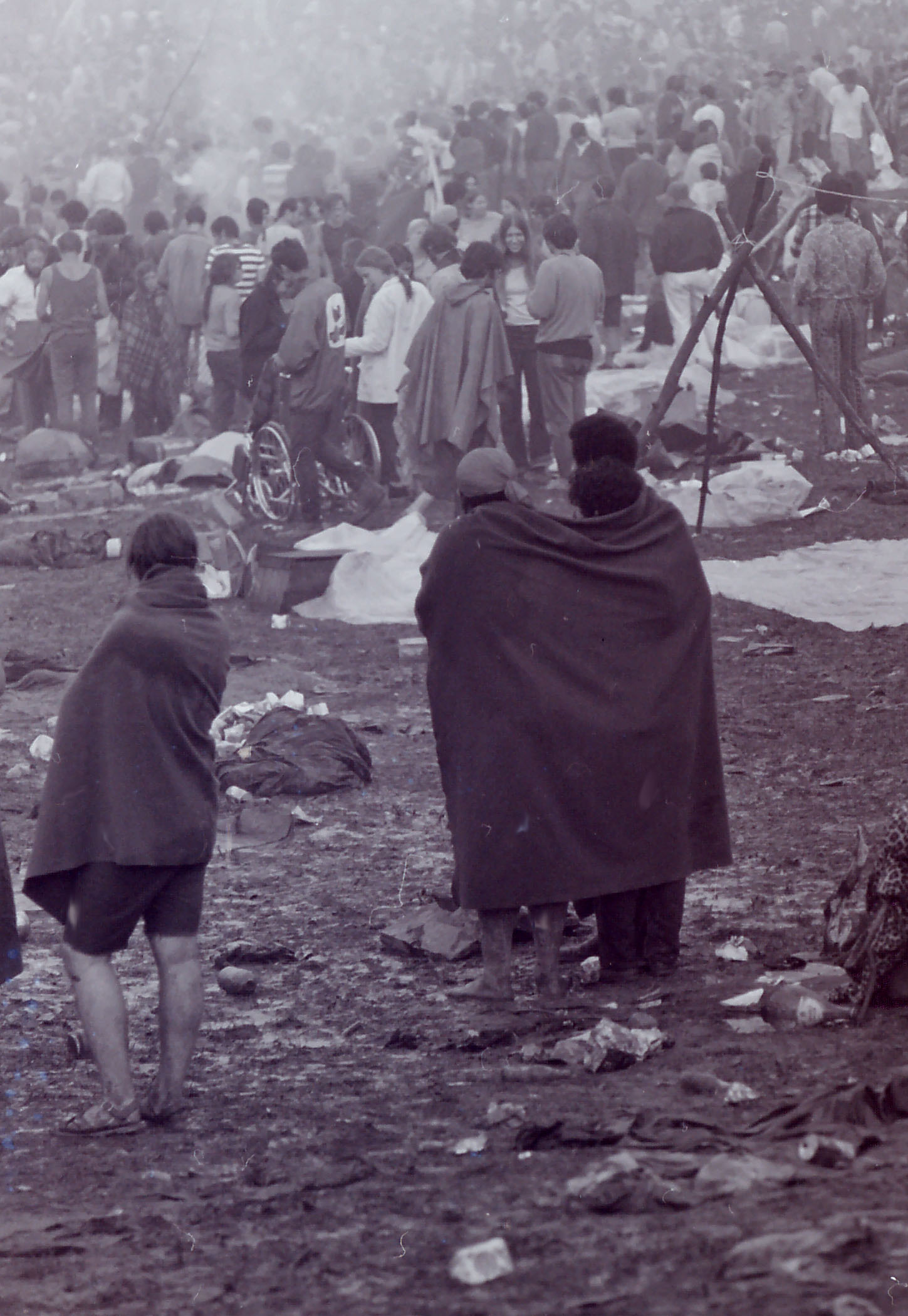
egy esős nap (1969. augusztus 15.)
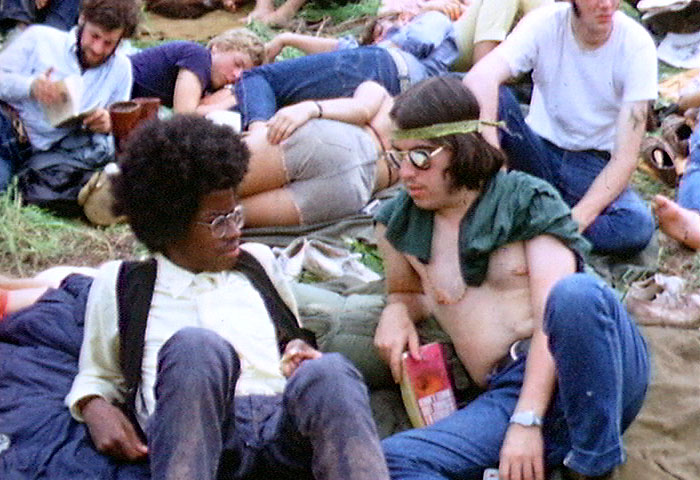
Két fesztiválozó a Woodstockon
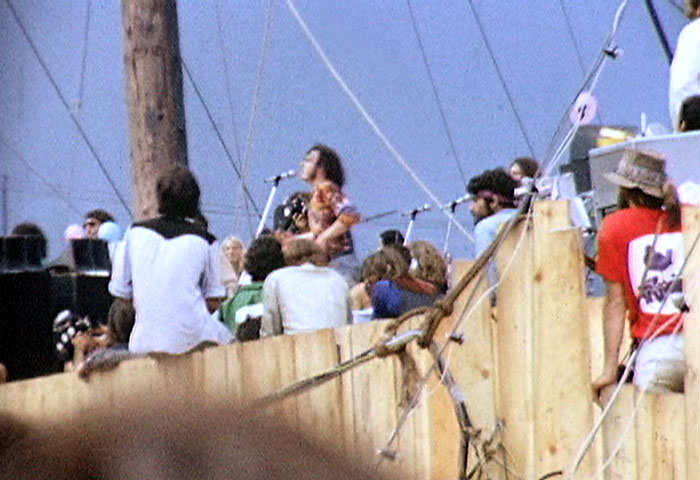
Joe Cocker és a Grease csapat előadása a Woodstockon
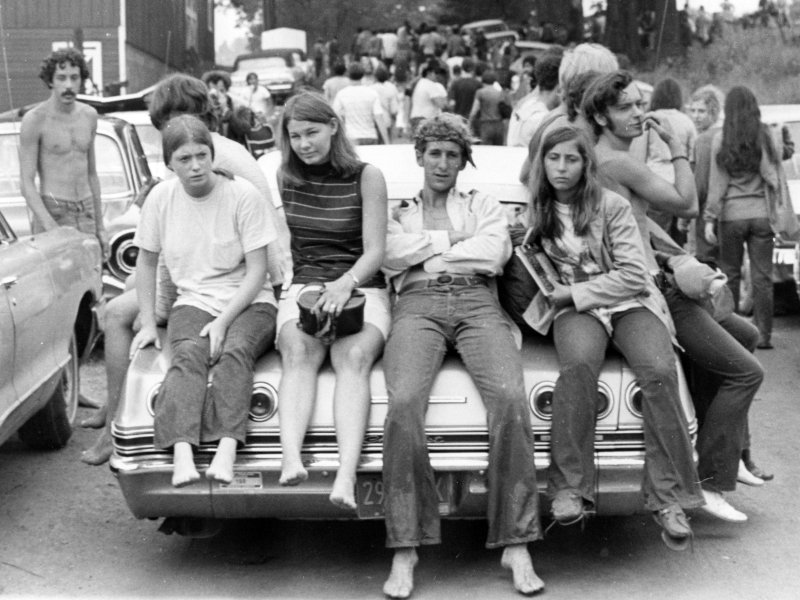
A fotót a Woodstockon készítették augusztus 18-án, 1969-ben
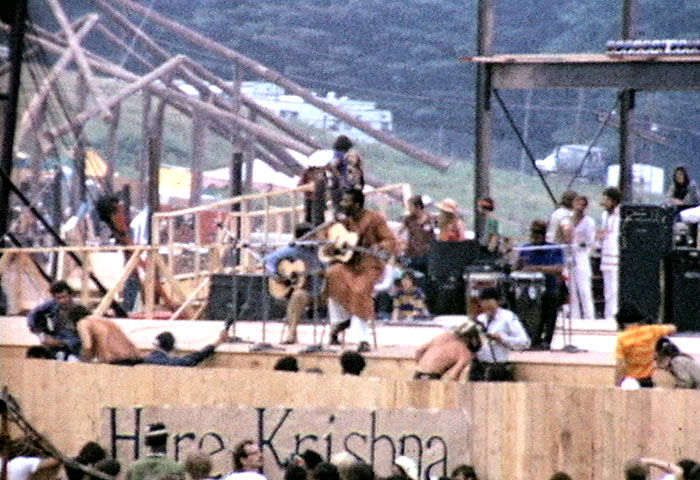
Richie Havens a Woodstock fesztiválon
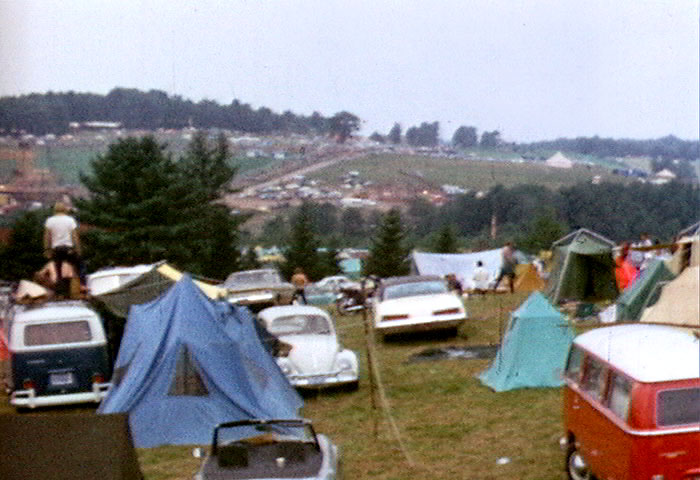
Sátrak a Woodstock Fesztiválon.

## Fordítás
- Ez a szócikk részben vagy egészben  a   Woodstock Festival című angol Wikipédia-szócikk fordításán alapul.  Az eredeti cikk szerkesztőit annak laptörténete sorolja fel. Ez a jelzés csupán a megfogalmazás eredetét és a szerzői jogokat jelzi, nem szolgál a cikkben szereplő információk forrásmegjelöléseként.